# Pawieł Korniew
Pawieł Nikołajewicz Korniew (ros: Павел Николаевич Корнев, ur. 23 czerwca 1978 w Czelabińsku) – rosyjski pisarz fantasy i science fiction, z wykształcenia ekonomista.
Na Uniwersytecie Czelabińskim ukończył studia ekonomiczne i przez dziewięć lat pracował w zawodzie. Obecnie całkowicie koncentruje się na twórczości literackiej.
Pierwsza jego powieść Lod ukazała się nakładem wydawnictwa Alfa-Kniga w 2006 roku, pisać zaczął już jednak wcześniej.
Jest autorem m.in. cykli Przygranicze, Egzorcysta i Historie Norlingu, Imperium i Północnych Ziem.